# Луцій Корнелій Лентул Крусцелліон
Луцій Корнелій Лентул Крусцелліон (лат. Lucius Cornelius Lentulus Cruscellion) (близько 75 - після 39 року до н. е.) - римський військовий і політичний діяч.
Син Луція Корнелія Лентула Круса,  консула 49 року до н. е.
Ймовірно, в 44 році до н. е. був обраний претором; заявив, що розподіл провінцій, зроблений Марком Антонієм недійсний .
В 43 році до н. е. був  проскрибований тріумвірами, після чого втік на Сицилію, де від Секста Помпея отримав призначення  легатом з повноваженнями пропретора  . Його дружина Сульпіція (дочка Публія Сульпіція Руфа), переодягнувшись в рабиню, втекла з-під приставленої її матір'ю Юлією охорони і приєдналася до чоловіка .